# Artemis
Trong thần thoại và tôn giáo Hy Lạp cổ đại, Artemis (/ˈɑːrtɪmɪs/; tiếng Hy Lạp cổ: Ἄρτεμις) là nữ thần săn bắn, vùng đất hoang vu, động vật hoang dã, thiên nhiên, thảm thực vật, sinh nở, chăm bẵm trẻ thơ và trinh bạch. Artemis hay được đồng nhất với nữ thần Selene, Mặt Trăng và Hecate, một nữ thần Mặt trăng khác, và do đó được coi là một trong những vị thần Mặt trăng nổi bật nhất trong thần thoại, cùng với hai vị thần nói trên. Nữ thần thường đi lang thang trong các khu rừng của Hy Lạp, đi theo có sự tham dự của đoàn tùy tùng đông đảo, chủ yếu gồm các tiên nữ, một số người phàm và thợ săn. Nữ thần Diana được coi là nữ thần Artemis của người La Mã.
Theo thần thoại Hy Lạp, Artemis là con gái của vị thần đứng đầu là Zeus và nữ thần Leto, đồng thời là chị gái song sinh của Apollo. Trong hầu hết những lời thuật lại, cặp song sinh là kết quả của mối quan hệ ngoài hôn nhân. Vì điều này, vợ của Zeus là nữ thần Hera đã cấm Leto sinh con ở bất cứ đâu trên đất liền. Chỉ có hòn đảo Delos là nơi ẩn náu cho Leto, cho phép Leto sinh ra những đứa con của mình. Như thông thường, Artemis là cặp song sinh được sinh ra đầu tiên, người sau đó tiến hành hỗ trợ Leto sinh người con thứ hai, thần Apollo. Giống như em trai của mình, nàng là một vị thần kourotrophic (nuôi dưỡng trẻ em), là người bảo trợ và bảo vệ trẻ nhỏ, đặc biệt là Con gái và phụ nữ và được cho là có thể mang lại bệnh tật cho phụ nữ và trẻ em và rồi giúp họ khỏi bệnh.
Artemis được tôn thờ như một trong những nữ thần sinh nở và hộ sinh chính cùng với Eileithyia và Hera. Giống như Athena và Hestia, Artemis thích trở thành một nữ thần trinh nữ và đã thề không bao giờ kết hôn, và do đó là một trong ba nữ thần trinh nữ Hy Lạp.
Trong thần thoại và văn học, Artemis được thể hiện như một nữ thần săn bắn trong rừng, nàng được bao quanh bởi các tín đồ, không ai có thể vượt qua được. Còn trong thần thoại Actaeon, khi người thợ săn trẻ nhìn thấy nàng đang tắm tiên, anh ta đã khiến nữ thần giận dữ rồi biến anh ta thành một con nai, sau đó bị chính những con chó săn không nhận ra chủ nhân của mình ăn thịt. Trong câu chuyện về tiên nữ Callisto, cô gái bị đuổi khỏi nhóm tùy tùng của Artemis sau khi phá vỡ lời thề trinh tiết của mình, phải lòng và có thai với thần Zeus. Trong một số phiên bản nhất định, Artemis là người biến Callisto thành một con gấu, hoặc thậm chí giết chết vì sự xấc xược của cô ta.
Theo Epic Cycle (loạt các bài thơ sử thi về cuộc chiến thành Troy), Artemis đã chặn đứng những cơn gió thổi các con tàu Hy Lạp trong Chiến tranh thành Troy, khiến hạm đội Hy Lạp mắc cạn ở Aulis, sau khi Vua Agamemnon, người lãnh đạo đội quân chinh phạt, đã bắn chết con nai thiêng của nàng. Artemis yêu cầu phải hiến tế Iphigenia, con gái nhỏ của Agamemnon, để đền mạng cho con nai đã bị giết. Trong hầu hết các phiên bản, khi Iphigenia được dẫn đến bàn thờ để cúng tế, Artemis đã mủi lòng thương xót và đưa cô bé đi, để lại một con nai thế chỗ vào đó. Trong cuộc chiến sau đó, Artemis cùng với em trai Apollo và mẹ đã hỗ trợ quân Trojan chống lại quân Hy Lạp và thách thức Hera.
Artemis là một trong những vị thần được tôn kính rộng rãi nhất trong số các vị thần Hy Lạp cổ đại, người dân tôn thờ nàng lan rộng khắp Hy Lạp cổ đại, với nhiều đền thờ, bàn thờ, điện thờ và sự tôn kính của người dân có thể thấy ở khắp mọi nơi trong thế giới cổ đại.
Ngôi đền vĩ đại thờ nữ thần Artemis ở Ephesus là một trong Bảy kỳ quan thế giới cổ đại, trước khi nơi này bị thiêu rụi.
Các biểu tượng của Artemis bao gồm cung tên, cung và dao săn, hươu và cây bách là những vật thiêng liêng đối với cô. Diana, như là nữ thần Artemis đối với người La Mã, được tôn thờ một cách trang trọng trên Đồi Aventine ở Rome, gần Hồ Nemi ở Đồi Alban và ở Campania.

## Từ nguyên
Cho đến hiện tại, các nhà nghiên cứu vẫn chưa biết rõ nguồn gốc của cái tên Artemis (danh từ giống cái). Nhà ngôn học Hà Lan R. S. P. Beekes cho rằng sự hoán đổi e/i có lẽ là đặc điểm của một từ Tiền-Hy Lạp (nghĩa là một từ mượn của một thổ ngữ của vùng Hy Lạp ngày nay, trước khi dân tộc Hy Lạp tới định cư). Artemis được thờ phụng ở Lydia với cái tên Artimus.  Học giả người Hy Lạp Georgios Babiniotis lưu ý rằng danh xưng của Artemis đã được chứng thực trong tiếng Hy Lạp Mycenea rồi, và cũng đồng tình với giả thuyết nguồn gốc Tiền-Hy Lạp.
Artemis có lẽ liên quan đến danh từ tiếng Hy Lạp árktos, nghĩa là "gấu", (từ nguyên PIE là *h₂ŕ̥tḱos), bởi vì ở Attica (Brauronia) và Hang Arkoudiotissa thời đồ đá mới có giáo phái thờ khía cạnh gấu của nữ thần và huyền tích về Callisto cũng chỉ đến một sự liên hệ nào đó giữa Artemis và gấu (Artemis còn có tính ngữ tiếng Arcadia là kallisto). Giáo phái này hẳn đã phải tồn tại từ rất lâu đời, và nó tương đồng với tục thờ gấu ở các nền văn hóa Ấn-Âu khác (ví dụ như tục thờ thần Artio của người Gallia). Có ý kiến cho rằng tục thờ nữ thần săn bắn Britomartis ở Crete chính là tiền thân của giáo phái Artemis, dù vậy, cũng có giả thuyết cho rằng Artemis bắt nguồn từ vùng Tiểu Á. Dạng tên gọi được chứng thực sớm nhất của Artemis là 𐀀𐀳𐀖𐀵, a-te-mi-to /Artemitos/ (dạng thuộc cách) và 𐀀𐀴𐀖𐀳, a-ti-mi-te /Artimitei/ (dạng tặng cách) được viết bằng chữ Linear B ký âm tiếng Hy Lạp Mycenaea tại Pylos.

## Truyền thuyết về nữ thần Artemis

### Artemis và tên khổng lồ Tityos
Một trong những chiến công của nữ thần Artemis là việc trừng trị tên khổng lồ Tityos, kẻ đã can tội truy đuổi nữ thần Leto, mẹ của hai vị thần Apollo và Artemis, với mưu đồ ám muội. Tên khổng lồ này vốn là con của thần Zeus tối cao và tiên nữ Elara đã được Hera sai khiến truy đuổi Leto. Artemis và Apollo giết Tityos rồi ném xác xuống địa ngục của thần Hades. Xác của Tityos nằm che kín chín mẫu đất, hai con đại bàng ngày ngày đến mổ bụng ăn bộ gan khổng lồ của hắn.

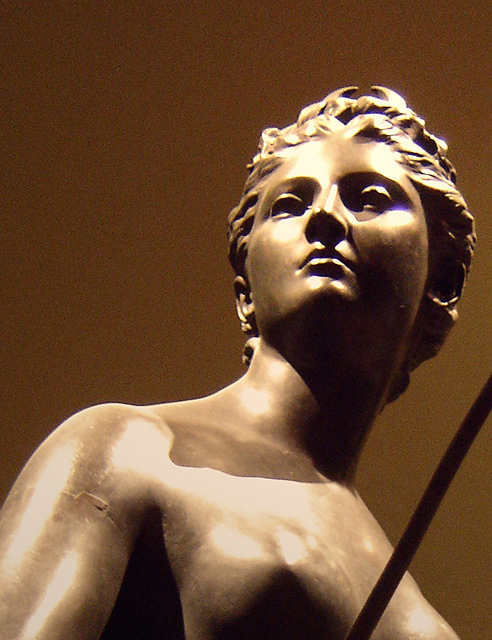
Diana - nữ thần săn bắn, tượng đồng của Jean-Antoine Houdon (1741-1828).

### Artemis và con hươu đồi Ceryneian
Khi còn trẻ, nữ thần Artemis đã tìm thấy được một đàn hươu lạ ở gần núi Parrhasia. Chúng có năm con, to hơn cả bò mộng và có những đôi sừng bằng vàng. Artemis muốn bắt giữ đàn hươu đó để thắng vào cỗ xe vàng của mình. Thế nhưng, con hươu thứ năm đã chạy thoát được và trở thành con hươu núi Cerynaea (Ceryneian Hind), tượng trưng cho nữ thần Artemis tại nơi ấy và trở thành con vật cưng của nữ thần từ đó.
Cũng có những dị bản khác nói rằng nữ thần Artemis đã nhận được con hươu từ một tiên nữ Pleiad tên là Taygete như một quà tặng vì đã có lần giúp cho tiên nữ ấy.

### Tình yêu của Artemis với Orion
Artemis là nữ thần trong trắng và tươi trẻ nhất vùng đất Olympus. Trong một lần đi săn, nàng tình cờ gặp gỡ và quen biết Orion, con trai của thần đại dương Poseidon và Elyadice. Vốn say mê cung thuật, nữ thần nhanh chóng cảm kích trước tài năng săn bắn của Orion và vẻ ngoài cường tráng của chàng nên chẳng bao lâu sau, tình yêu đã nảy nở giữa hai người. Chuyện đến tai thần Apollo, em trai của Artemis. Vừa trải qua một cuộc tình đau khổ với tiên nữ Daphne và để bảo vệ cho sự trong trắng vĩnh hằng của nữ thần, thần kiên quyết phản đối lời cầu hôn của Orion dành cho Artemis. Apollo thách nữ thần bắn trúng một vật trôi nổi trên biển. Không do dự, Artemis liền giương cung lên và bắn những mũi tên tuyệt đích. Nhưng oái ăm thay, vật mà nữ thần bắn trúng chính là cái đầu của Orion. Thần Zeus sau đó đã biến Orion thành 1 chòm sao trên bầu trời.

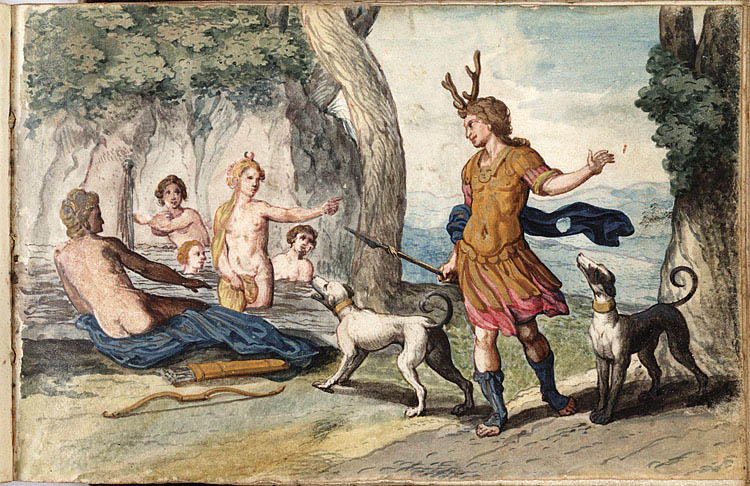
Diana và Actaeon của Pieter van Harinxma

Cũng có dị bản cho rằng, Apollo đã sai con Bò Cạp xuống biển lùng giết Orion. Artemis thấy được, đã bắn chết con Bò Cạp, nhưng Orion trúng độc quá nặng đã qua đời. Hối hận, Apollo đã biến chàng thành 1 chòm sao trên bầu trời và biến con Bò Cạp thành chòm sao Thiên Hạt.
Từ đó hễ chòm sao Thiên Hạt xuất hiện thì chòm sao Orion lại mờ dần.

### Artemis và hai tên khổng lồ Otus và Ephialtes
Hai tên khổng lồ Otus và Ephialtesand là con trai của thần biển cả Poseidon. Họ mạnh đến nỗi không gì có thể đánh bại được. Một đêm, khi họ ngủ say, Gaia báo mộng rằng với sức mạnh của họ thì đáng lẽ họ nên là bá chủ của đỉnh Olympus. Hai tên này xây dựng một đỉnh núi cao ngang ngửa Đỉnh Olympus, và đòi làm chúa tể thần linh, cưới Artemis làm vợ. Các vị thần nổi giận, nhưng không thể làm hại chúng. Artemis liền hoá thân thành một con hươu và chạy giữa chúng. Bọn chúng vì muốn giành được con hươu nên giết lẫn nhau.

### Sự trừng phạt của nữ thần Artemis

#### Vua Agamenon
Trong 1 lần đi săn cùng thuộc hạ, Agamemnon đã giết chết con vật cưng của Artemis mà không hay biết. Ông còn tự kiêu tự đại, cho rằng tài bắn cung của mình còn cao xa hơn của nữ thần Săn Bắn. Điều đó đã chọc giận Artemis. Nữ thần truyền 1 lời tiên tri ép buộc Agamemnon phải hiến tế con gái đầu lòng của mình. Điều đó đã khiến vợ Agamemnon - nữ hoàng Clytemnestra tức giận. Khi lưỡi dao đâm vào bụng công chúa, bỗng nhiên 1 làn sương mù hiện ra làm cô biến mất. Chính Artemis đã cứu cô, sau đó nữ thần đưa cô đến điện thờ mình và cho cô làm nữ tư tế ở đó. Về phần Agamemnon, dù rất hối hận nhưng ông không còn cách nào khác. Mọi người hiểu lầm rằng ông đã giết chết con gái mình. Vợ ông ta đã rất tức giận, bà ta ngoại tình với Aegisthus, em họ của Agamemnon trong lúc ông đang trên đường đến thành Troy. Sau khi ông chiến thắng trở về với người vợ lẽ là công chúa Cassandra. Clytemnestra và Aegisthus mưu sát ông và nuôi ý định giết luôn con trai của ông, Orestes để đề phòng khi chàng biết chuyện. Nhưng chị cả và chị hai cậu đã hợp sức giúp em trai. Người chị cả đã tiếp tục làm nữ tư tế cho Artemis sau đó, còn người chị hai kết hôn cùng bạn thân thuở nhỏ của Oretes. Orestes dành lại được ngôi vị và kết hôn với công chúa Hermione, con gái của vua Menelaus thành Sparta và hoàng hậu Helen.

#### Hoàng hậu Niobe
Niobe sinh được 7 người con trai và 7 người con gái vô cùng xinh đẹp. Chính vì vậy mà bà trở nên kiêu ngạo. Một lần những thần dân đi tế lễ cho thần Leto, hoàng hậu Niobe đã nói: "Sao các ngươi không đem những vật tế lễ đó dâng lên người mẹ tuyệt vời đã sinh ra những đứa con đẹp nhất là ta". Sự xúc phạm này khến Leto tức giận và bà đã sai nữ thần Artemis cùng em trai Apollo trong một đêm bắn chết 14 người con của nữ hoàng Niobe. Bà đã vô cùng đau khổ khóc hết nước mắt rồi sau đó biến thành đá.

#### Hoàng tử Actaeon
Một lần nữ thần Artemis cùng đoàn thị nữ đi tắm trên đỉnh Cithaeron, lúc đó hoàng tử Actaeon thành Theban đang đi săn, chàng Acteaon xúi quẩy thế nào mà bước ngay đến chỗ Artemis tắm, mục kích thấy cảnh nữ thần đầy quyền năng khỏa thân, Acteaon chỉ biết đứng há hốc mồm nhìn. Artemis từ thẹn thùng chuyển sang tức giận, đã biến chàng thành một con hươu và ngay lập tức chàng bị chính lũ chó săn của mình xé xác.

#### Tiên nữ Callisto
Tiên nữ Callisto là một trong những tiên nữ theo nữ thần Artemis. Những tiên nữ này đều phải thề rằng phải giữ sự trinh trắng của mình. Vì thần Zeus mê Callisto nên làm nàng có thai dù nàng đã chống cự. Biết điều đó, nữ thần Hera đã biến cô ấy thành một con gấu khi thấy đứa con của Callisto chạy ra ngoài.